# Kronsgaard
Kronsgaard település Németországban, Schleswig-Holstein tartományban. Lakosainak száma 256 fő (2023. december 31.). Kronsgaard Hasselberg és Pommerby községekkel határos.

## Népesség
A település népességének változása:
| Lakosok száma | 269  | 237  | 248  | 233  | 237  | 247  | 247  | 256  |
|               | 1975 | 2013 | 2014 | 2017 | 2019 | 2021 | 2022 | 2023 |